# عوض العليم (قرية)
الموقع:

تقع قرية عوض العليم في السودان في ولاية الجزيرة محلية المناقل
وحدة الهدي الادراية تبعدحوالي 130 كيلومتر جنوب غرب العاصمة
القومية الخرطوم وحوالي 100 كيلومتر شمال غرب مدينة ودمدني حضارة
ولاية الجزيرة وحوالي 37 كيلومتر شمال مدنية المناقل وتقع بين
مدنيتي الهدي والعزازي
عن القرية
هذه القرية توجد بها ثلاثة مساجد ومدرسة أساس مختلطة و مدرسة اساس اخري تحت دراسة الجدوي تاسست مدرسة الاساس عام 1983 وداخلية
معلمات ومركز صحي شفاخنة و مركز صحي متكامل تأسس عام 2016 وثلاثة من الابار واحده أسسها الشيخ
دفع الله الصائم دايمة ومسيد حاليا تحت إعادة التشيد مدرسه ثانوية مشتركة ويوجد بها عدد
من المرافق العامة الاخري
مايوجد بها: 
يوجد بها عدد كبير من الموطنين الأحرار

واقول فيها:  

عوض العليم يا جنة الدنيا ومعناها *** من قبل أن تبدا الأكوان مصراها
الشمس هامتها والمجد قامتها *** والحق رايتها والعدل سيمها
يا خير اجناد الله في الأرض قاطبتا***الله ناصركم ان تنصروا الله